# Il corsaro nero (film 1971)
Il corsaro nero è un film del 1971 diretto da Lorenzo Gicca Palli.

## Trama
Il capitano Blackie, pirata britannico, vorrebbe assaltare la nave che porta l'oro dalle colonie spagnole alla madrepatria iberica. Ma non è l'unico; altri pirati infatti perseguono lo stesso intento. Quando però si scopre che la nave non contiene l'oro, ma trasporta la moglie del viceré della colonia, Blackie decide di rapirla al fine di chiedere un forte riscatto. Anche Skull però vorrebbe la donna per avere l'oro; ecco che quindi si allea con i pirati rivali di Blackie.

## Produzione
In questo film Terence Hill è l'interprete principale, mentre a Bud Spencer è riservata una parte minore in un ruolo da cattivo. La pellicola uscì nelle sale cinematografiche il 12 marzo 1971.

## Accoglienza

### Incassi
Il film si è classificato al 36º posto tra i primi 100 film di maggior incasso della stagione cinematografica italiana 1970-1971.